# Onfacite

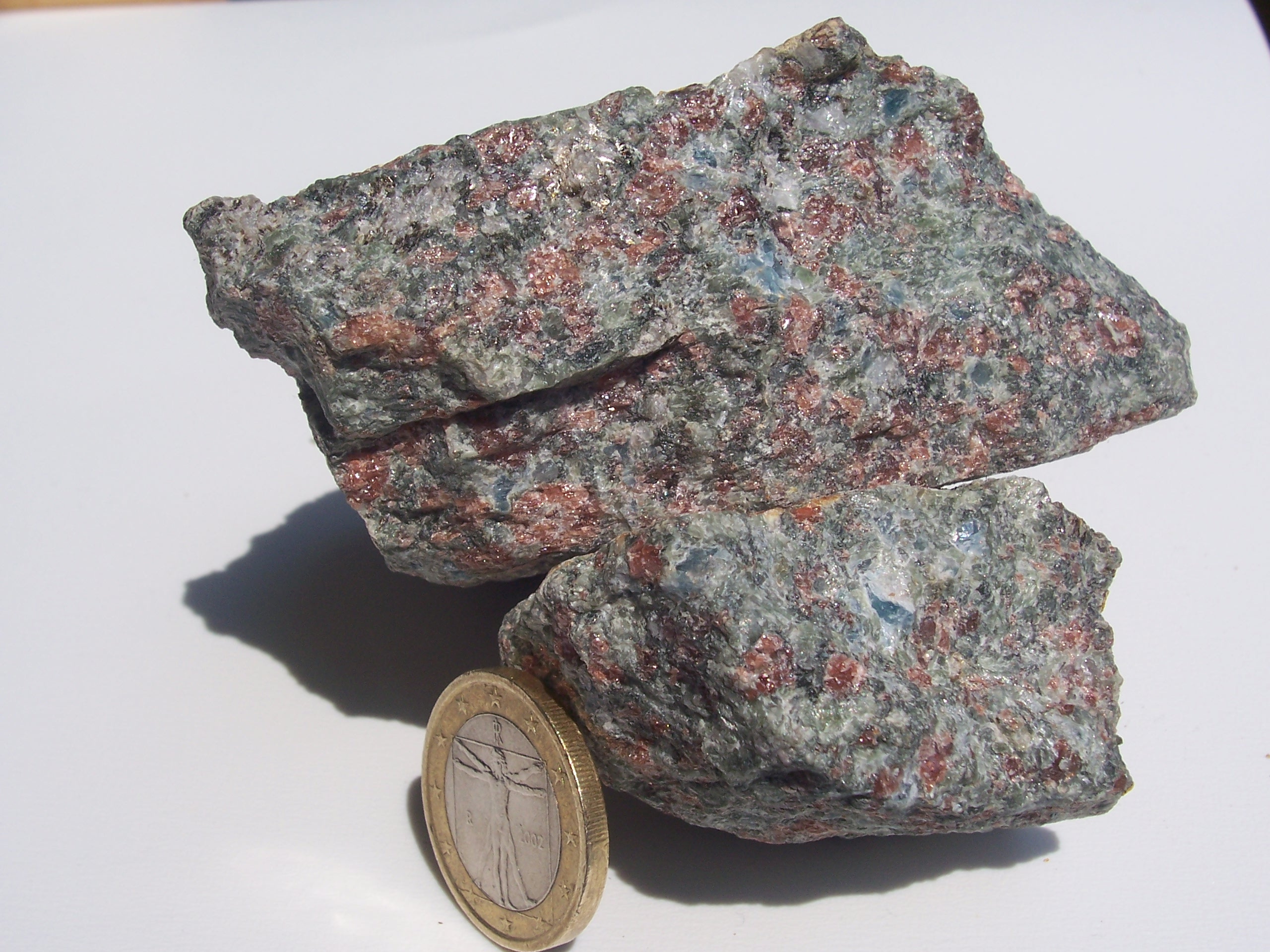
Onfacite

Onfacite é uma piroxena verde semelhante ao diópsido, do qual se distingue quimicamente por conter Na substituindo o Ca, e Al substituindo o Mg.
É um dos constituintes essenciais da rocha metamórfica denominada eclogito.
O nome onfacite deriva do grego omphax que significa "uva verde", alusão à sua cor característica.